# Енн Гроссман
Енн Гроссман-Вундерліх (англ. Ann Grossman-Wunderlich, нар. 13 жовтня 1970) — колишня американська тенісистка.
Найвищу одиночну позицію світового рейтингу — 29 місце досягнула 16 серпня 1993, парну — 31 місце — 15 листопада 1993 року.
Завершила кар'єру 1998 року.
Перемагала таких гравчинь, як Мартіна Навратілова, Мері Джо Фернандес and Зіна Гаррісон. 

## Фінали

### Одиночний розряд (7 поразок)
| Результат | Ранг | Рік  | Турнір                          | Покриття | Опонент          | Рахунок       |
| --------- | ---- | ---- | ------------------------------- | -------- | ---------------- | ------------- |
| Поразка   | 1.   | 1988 | Southern California Open        | Тверде   | Стефані Реге     | 1–6, 1–6      |
| Поразка   | 2.   | 1990 | Internationaux de Strasbourg    | Ґрунт    | Мерседес Пас     | 2–6, 3–6      |
| Поразка   | 3.   | 1992 | Taiwan                          | Тверде   | Шон Стаффорд     | 1–6, 3–6      |
| Поразка   | 4.   | 1993 | Malaysia                        | Тверде   | Ніколь Брадтке   | 3–6, 2–6      |
| Поразка   | 5.   | 1993 | Джакарта                        | Тверде   | Басукі Яюк       | 4–6, 4–6      |
| Поразка   | 6.   | 1993 | Puerto Rico                     | Тверде   | Лінда Гарві-Вілд | 3–6, 7–5, 3–6 |
| Поразка   | 7.   | 1994 | LA Women's Tennis Championships | Тверде   | Емі Фрейзер      | 1–6, 3–6      |

### Парний розряд (1 титул, 2 поразки)
| Результат | Ранг | Рік  | Турнір               | Покриття | Партнер           | Опоненти                              | Рахунок       |
| --------- | ---- | ---- | -------------------- | -------- | ----------------- | ------------------------------------- | ------------- |
| Поразка   | 1.   | 1991 | Таранто              | Ґрунт    | Лаура Голарса     | Флоренсія Лабат Алексія Дешом-Баллере | 2–6, 5-7      |
| Поразка   | 2.   | 1993 | Мастерс Індіан-Веллс | Тверде   | Патрісія Гай-Буле | Гелена Сукова Ренне Стаббс            | 3–6, 4–6      |
| Перемога  | 1.   | 1993 | Puerto Rico          | Тверде   | Деббі Грем        | Джиджі Фернандес Ренне Стаббс         | 5-7, 7-5, 7-5 |